# Faculdade Batista Brasileira
A Faculdade Batista Brasileira (FBB) é uma instituição batista de ensino superior na cidade de Salvador, Bahia.

## História
A escola foi fundada em 11 de junho de 1996.  É credenciada pelo MEC através da portaria 740/99, publicada no Diário Oficial da União de 6 de junho de 1999.
A faculdade oferece os cursos de bacharelado em Administração, Direito, Ciências Contábeis e Teologia, licenciatura em Filosofia e Pedagogia, Nutrição, tecnólogo em Gastronomia, além de outros cursos de extensão universitária e pós-graduação.